# Bezirk Kozowa
Bezirk Kozowa – dawny powiat (Bezirk) kraju koronnego Królestwo Galicji i Lodomerii, funkcjonujący w latach 1854–1867. Siedzibą starostwa było miasteczko Kozowa.

## Historia
Bezirk Kozowa utworzono w ramach reformy uwłaszczeniowej z okresu Wiosny Ludów (1848–1849), która likwidowała jurysdykcję właściciela ziemskiego nad poddanymi. W Galicji, dominium – jako podstawowa jednostka administracyjna i filar systemu feudalnego straciło rację bytu. Konieczne stało się zatem wprowadzenie nowego systemu administracyjnego, którego zręby powstały w latach 1851–1855. Nowy trójstopniowy podział administracyjny objął 21 cyrkułów (niem. Kreise), 179 małych powiatów (niem. Bezirke) i ponad 6000 gmin (niem. Gemeinde).
Bezirk Kozowa objął obszar o wielkości 9,7 mil², zamieszkany przez 30.984 ludzi i podzielony na 38 gmin katastralnych, w tym dwa miasteczka (Kozłów i Kozowa). Wszedł w skład cyrkułu brzeżańskiego, jako jeden z jego ośmiu powiatów. Na południowym wschodzie powiat posiadał specyficzną odnogę (z gminami Uwsie, Małowody i Sosnów), która dzieliła na dwie części Bezirk Złotniki w cyrkule tarnopolskim.
Po nadaniu Galicji autonomii oraz powołaniu samorządu gminnego i powiatowego w 1865 zlikwidowano cyrkuły (Kreise). Dotychczasowe małe powiaty (Bezirke) w liczbie 179, utrzymały się do 1867 roku, kiedy to w następstwie kolejnej reformy administracyjnej (23 stycznia 1867) zostały zastąpione przez 74 większych powiatów. Obszar zniesionego Bezirk Kozowa wszedł wtedy w skład nowych powiatów brzeżańskiego i podhajeckiego (vide podział w tabeli poniżej). 1 stycznia 1888 gminę Pokropiwna przeniesiono z powiatu brzeżańskiego do powiatu tarnopolskiego. 1 października 1910 gminę Krasna przeniesiono z powiatu brzeżańskiego do powiatu zborowskiego.

## Podział administracyjny (1854)
| Lp. | Gmina jednostkowa | Powierzchnia | Ludność | Powiat w 1867 po zniesieniu |
| --- | ----------------- | ------------ | ------- | --------------------------- |
| 1   | Kozowa (m)        | 7650         | 3161    | brzeżański                  |
| 2   | Wiktorówka        | 7650         | 369     | brzeżański                  |
| 3   | Krzywe            | 4199         | 1079    | brzeżański                  |
| 4   | Małowody          | 1018         | 357     | podhajecki                  |
| 5   | Medowa            | 1208         | 300     | brzeżański                  |
| 6   | Wymysłówka        | 1208         | 155     | brzeżański                  |
| 7   | Sosnów z Tudynką  | 4030         | 1068    | podhajecki                  |
| 8   | Teofipólka        | 1500         | 472     | brzeżański                  |
| 9   | Uwsie             | 2135         | 816     | podhajecki                  |
| 10  | Wybudów           | 2857         | 892     | brzeżański                  |
| 11  | Telacze           | 3028         | 896     | podhajecki                  |
| 12  | Szczepanów        | 1617         | 457     | podhajecki                  |
| 13  | Augustówka        | 1794         | 558     | brzeżański                  |
| 14  | Ceniów            | 6045         | 1624    | brzeżański                  |
| 15  | Olesin            | 6045         | 1624    | brzeżański                  |
| 16  | Dubszcze          | 2532         | 940     | brzeżański                  |
| 17  | Komarówka         | 2532         | 301     | brzeżański                  |
| 18  | Kozówka           | 3127         | 684     | brzeżański                  |
| 19  | Koniuchy          | 8551         | 2453    | brzeżański                  |
| 20  | Budyłów           | 3798         | 1132    | brzeżański                  |
| 21  | Płotycza          | 2861         | 696     | brzeżański                  |
| 22  | Glinna            | 2350         | 674     | brzeżański                  |
| 23  | Chorobrów         | 440          | 187     | brzeżański                  |
| 24  | Chorościec        | 1067         | 289     | brzeżański                  |
| 25  | Kaplińce          | 608          | 265     | brzeżański                  |
| 26  | Złoczówka         | 1120         | 397     | brzeżański                  |
| 27  | Helenków          | 1496         | 464     | brzeżański                  |
| 28  | Kozłów (m)        | 6150         | 2747    | brzeżański                  |
| 29  | Cecory            | 487          | 56      | brzeżański                  |
| 30  | Dmuchawiec        | 2672         | 822     | brzeżański                  |
| 31  | Horodyszcze       | 2482         | 933     | brzeżański                  |
| 32  | Krasna            | 1062         | 456     | brzeżański                  |
| 33  | Płaucza Wielka    | 4200         | 1052    | brzeżański                  |
| 34  | Płaucza Mała      | 1970         | 683     | brzeżański                  |
| 35  | Pokropiwna        | 1942         | 612     | brzeżański                  |
| 36  | Słobódka          | 1659         | 643     | brzeżański                  |
| 37  | Taurów            | 5910         | 1595    | brzeżański                  |
| 38  | Kalne             | 2928         | 699     | brzeżański                  |

Objaśnienie:
(M) = miasto; (m) = miasteczko